# Yamazaki Ansai
Yamazaki Ansai est un nom japonais traditionnel ; le nom de famille (ou le nom d'école), Yamazaki, précède donc le prénom (ou le nom d'artiste).
Yamazaki Ansai (山崎 闇斎, 24 janvier 1619 – 16 septembre 1682) est un érudit et philosophe japonais de l'époque d'Edo. Il commence sa vie en moine bouddhiste, mais finit par suivre l'enseignement du néoconfucianiste Zhu Xi. Il associe les idées néo-confucéennes avec le shinto pour fonder le Suika shintō.

## Biographie

### Jeunesse / bouddhisme
Né à Kyoto le 24 janvier 1619, Yamazaki Ansai est le fils d'un ancien rōnin devenu médecin et le dernier de ses quatre enfants. Dans sa jeunesse, il est fortement influencé par sa mère et sa grand-mère. Alors que sa mère « lui demande de développer un noble cœur digne du fils d'un samouraï », sa grand-mère le soutient dans son étude de la langue chinoise. Préadolescent, il est envoyé par son père pour servir d'acolyte dans un temple bouddhiste situé sur le mont Hiei. Au début de son adolescence, Ansai retourne dans la maison familiale et après plusieurs années est finalement autorisé à entrer dans le Myōshin-ji de la secte zen rinzai à Kyoto afin de poursuivre ses études. En raison de son extraordinaire aptitude intellectuelle, il lui est accordé au début de la vingtaine d'entrer au Gyūkō-ji, temple bouddhiste situé dans la province de Tosa. Pendant son séjour à Tosa, il lui est fortement recommandé par ses compagnons moines de concentrer ses études sur les enseignements des chercheurs néo-confucéens, entamant ainsi lentement le début du processus de la conversion de Ansai au néoconfucianisme et à son rejet ultime du bouddhisme. Ansai est particulièrement séduit par les écrits de l'érudit de la dynastie Song, Zhu Xi (Chu Hsi), qui devient plus tard la base de la philosophie / enseignement moral de Ansai. À vingt huit ans, il retourne à Kyoto et sous le patronage de Nonaka Kenzan, peut continuer ses études néoconfucéennes ainsi qu'à commencer à publier ses propres textes. Avec la publication de son premier ouvrage Hérésies réfutées (Heikii 1647), un rejet pur et simple de la foi bouddhiste, Ansai adopte pleinement le « seul vrai chemin » du néoconfucianisme.

### Période intermédiaire: le néo-confucianisme et Kimon
Après sa première publication, Ansai passe les trente-cinq dernières années de sa vie à écrire, publier, éditer, annoter et nuancer des textes confucéens et shintoïstes (ce qui représente plus de deux mille pages). 
Durant la décennie suivant son séjour à Tosa (1647-1657), Ansai vit, étudie et enseigne à Kyoto où il édite et publie un grand nombre de textes (pour la plupart des commentaires sur les œuvres de Chu Hsi). Ansai se rend souvent aussi à Edo afin de donner des conférences sur l'école Cheng-Zhu du néo-confucianisme devant un grand nombre de daimyo. En 1655, il crée une école privée à Kyoto, commence son premier cycle de conférences au printemps de la même année et les termine à la fin de 1656.
Le groupe des disciples confucéens d'Ansai est collectivement désigné comme l'« école Kimon ». Ses exégètes s'intéressent particulièrement au canon personnel choisi par Ansai, lequel se compose principalement des écrits classiques confucéens sur lesquels Zhu Xi a mis l'accent : l'Enseignement élémentaire, les Réflexions sur les choses courantes ainsi que les Quatre Livres et Cinq Classiques (la Grande Étude, le Zhong Yong, les Entretiens de Confucius et le Mencius). Cependant, il inclut également le commentaire de Cheng Yi sur le Yi Jing (« Livre des changements »). Dans les années 1660 et 1670, Ansai (suivant l'exemple de Zhu Xi) édite personnellement six livres qui compromettent son canon.
En tant que professeur, Ansai est décrit par ses élèves comme « extrêmement strict, parfois effrayant et colérique ». D'une manière générale, Ansai a la réputation d'être « étroit d'esprit, doctrinaire et intolérant ». Kaibara Ekken, un contemporain d'Ansai, après avoir assisté à plusieurs de ses conférences, le décrit ainsi : « grave, dogmatique et plus intéressé par la stricte discipline morale que par la recherche de principes pour l'apprentissage pratique ». D'importants chercheurs néo-confucéens tels que Kinoshita Jun'an, Asami Keisai, Miyake Shōsai et Satō Naokata font partie des disciples d'Ansai de l'école Kimon.

### Implication du Bakufu et commencements du shintoïsme
En 1658, Ansai déménage à Edo, où il passe les 7 années suivantes, continue son étude des textes néo-confucéens ainsi que le début de sa recherche sur une historiographie jamais achevée du Japon (sur la base de textes shinto). En 1665, après s'être fait une solide réputation à la fois à Edo et à Kyoto en tant que professeur extraordinaire, il est invité par Hoshina Masayuki (le daimyo du domaine d'Aizu) pour devenir son professeur. Ansai accepte le poste et passe les sept années suivantes comme professeur personnel de philosophie néo-confucianiste de Masayuki. Pour ces leçons particulières au daimyo pendant six des douze mois de l'année, Ansai reçoit un salaire de 100 ryō d'or, deux vêtements de saison et un haori.
Bien qu'Ansai et Masayuki ont la réputation d'entretenir une étroite relation, Ansai refuse de devenir son vassal, déclarant que les lettrés confucéens doivent rester autonomes de l'influence d'une autre personne. Masayuki s'avère être l'égal intellectuel de Ansai et l'aide à compiler cinq œuvres différentes : deux répertoires toponymiques pour le domaine d'Aizu et trois textes confucéens : Gyokusan kōgi furoku (« Annexe à la conférence de Zhu Xi à Yushan »), Nitei jikyōroku (« Deux enseignements politiques de Cheng ») et le Irakusanshiden shinroku (« Transcription de l'esprit-cœur »). Au cours de ses années au service de Masayuki, Ansai compile plusieurs écrits de Zhu Xi lors de son temps libre à Kyoto. Il s'agit notamment de Jinsetsumondō (« Questions et réponses sur les explications d''humanité' »), le Shōgaku mōyōshu et le Daigaku keihatsu shū (« Collections de [clarifications par Zhu Xi »] de l'Enseignement élémentaire et la Grande Étude).
En raison de cette relation avec un daimyo, Ansai est considéré comme l'un des savants les plus étroitement associés au bakufu Tokugawa. Aussi est-il en mesure de recevoir les enseignements secrets des traditions shinto yoshida et ise, qu'il emploie pour tenter de reconstituer un « pur shintoïsme » qui reflète la voie du néo-confucianisme.

### Dernières années: Schisme dans l'école Kimon
Après la mort de Masayuki en 1672, Ansai retourne à Kyoto où il passe la dernière décennie de sa vie. Dans ses dernières années, le centre d'intérêt de la réflexion d'Ansai se déplace radicalement vers son projet de synchronisation du shinto et de la pensée confucéenne. L'introduction au shinto d'Ansai dans son enseignement provoque finalement un schisme parmi ses élèves, en les divisant en deux groupes : ceux qui suivent le confucianisme d'Ansai d'un côté et ceux qui suivent son shinto de l'autre. Très peu sont capables de faire les deux. En 1680, quand Ansai met en avant une ré-interprétation radicale de la Grande Étude qui défie la pensée confucéenne traditionnelle, il se brouille avec deux de ses meilleurs élèves, Satō Naokata et Asami Keisai, qui ne peuvent accepter la nouvelle interprétation d'Ansai. En fin de compte, Ansai expulse Naokata et Keisai. Après cela, la plupart de ses élèves se regroupent autour des deux élèves défroqués, amenuisant les rangs des élèves encore fidèles à Ansai. Son ancienne grande école à présent en ruines, Ansai décède le 16 septembre 1682 et est enterré dans la montagne Korotani à Kyoto.

## Séparation d'avec le bouddhisme
Le rejet du bouddhisme par Ansai est basé sur ce qu'il perçoit comme une insuffisance / lacune fondamentale dans les principes moraux bouddhistes. Dans le néoconfucianisme, Ansai a trouvé la « vérité » : la Voie cosmique universelle et éternelle qui ne peut être trouvée dans le bouddhisme. Sa critique est fondée sur deux sophismes reliés qu'il perçoit dans la pensée bouddhiste. Tout d'abord, Ansai pense que le bouddhisme manque d'un système normatif pour orienter un comportement éthique (découlant de son interprétation que la notion bouddhiste de la nature (sei) comme néant ou vide, est un idéal métaphysique et non éthique). Pour cette raison, le bouddhisme ne contient pas de théorie de l'« esprit-cœur » et ainsi est insuffisant pour cultiver l'esprit (tous deux partie intégrante de la pensée éthique d'Ansai). De son point de vue néo-confucianiste, l'esprit est plein (étant intrinsèquement imprégné des concepts des Cinq Rapports et des Cinq Vertus), et non vide (comme il croit que le bouddhisme le perçoit). Dans la dernière partie de sa vie, quand Ansai tente de prouver l'unité ontologique du shinto et du confucianisme, il expose qu'avant l'arrivée du bouddhisme au Japon, le shinto naissant et le confucianisme sont en fait la même chose. Il reproche à l'influence de la pensée bouddhiste la création d'une fausse dichotomie entre les deux systèmes (qui de l'avis de Ansai ne différent que par le nom).

## Enseignement néoconfucéen

### Influence de Zhu Xi
Les enseignements de Ansai sont considérés comme faisant partie d'une tendance néo-confucianiste plus large du début de la période Tokugawa, appelée rigaku (« école du principe ») par Abe Yoshino. Par rapport au kigaku (« école de la force matérielle »), l'objectif principal du rigaku est l'éducation morale et la spiritualité. Ses adeptes considèrent le ri (chinois li : la raison, le principe rationnel ou la loi) comme un principe transcendant. Bien qu'Ansai fait partie de ce grand mouvement, en aucun cas ne se voit-il comme un « innovateur » du néo-confucianisme. Au contraire, il se considère comme un « serviteur de la Vérité », un « transmetteur de la Voie » et croit que rien de ce qu'il enseigne n'est nouveau puisque tout a déjà été dit par les sages confucéens sur « la Voie ». En particulier, Ansai croit qu'il est un « transmetteur fidèle » des écrits de Zhu Xi et du néo confucéen coréen Yi T'oegye (1507–1570), avec un accent particulier mis sur l'enseignement de Zhu. Pour cette raison, la plupart des écrits néoconfucéens d'Ansai tendent à n'être que des publications des travaux de Zhu Xi, avec ses propres commentaires.
Bien que certains des enseignements de Ansai varient légèrement de ceux de Zhu Hsi, le fondement de la pensée de Ansai est profondément ancré dans les prémisses les plus fondamentaux de Zhu. La première d'entre elles est la croyance cosmologique de Zhu Xi que les principes de la raison et de la morale (li) sont les mêmes que ceux de la nature originelle de l'humanité (c'est-à-dire que les principes qui guident et déplacent l'univers sont exactement les mêmes que ceux qui déterminent le comportement éthique de l'homme). Par conséquent, en poursuivant le li, un individu « développe en même temps le potentiel de sa nature intérieure pour l'aider à se comporter correctement ». Si un individu peut le supporter, il est en mesure d'apporter ses propres inclinations naturelles en parfaite harmonie avec les principes de la morale universelle. Zhu Xi considère cet accomplissement du potentiel comme l'état idéal de l'existence humaine, qu'il est possible d'atteindre seulement si l'on obéit à son devoir moral attribué, compte tenu de sa position relative dans la société. En fonction de leur rôle social, les droits de l'individu diffèrent, tout comme les principes sur lesquels ils ont été fondés. Cependant, Zhu Xi ne considère pas cela comme un problème puisque chacun de ces principes est simplement une autre manifestation du même principe général de la morale, trouvé dans chaque être humain. Hsi croit que la réalisation de son rôle social approprié est un moyen de comprendre le principe universel de la moralité humaine (li). Il désigne un tel processus comme la « plomberie du principe ». Parfaire son potentiel naturel inné consiste simultanément à se réaliser soi-même comme être autonome.

### Respect
Comme Zhu Xi, Ansai croit fermement que les droits moraux de l'individu reflètent sa position sociale spécifique (meibun). Cependant, au lieu de se concentrer sur la « plomberie du principe » (qu'il pense que la personne moyenne est incapable d'atteindre) Ansai croit, afin de bien réaliser le meibun, que ce qui est primordial est une attitude de respect (kei ou tsutsushimi) : la stabilité de l'esprit et un comportement réservé. Étant donné que Zhu considère le respect comme la condition nécessaire à la « plomberie du principe », Ansai croit que le respect est l'élément essentiel de la pensée morale de Zhu. À cette fin, il insiste beaucoup sur un passage particulier de Zhu Xi : « respect à l'intérieur, justice à l'extérieur ». Le respect est le moyen par lequel on atteint la fin souhaitée de l'auto-éducation, nécessaire pour remplir les devoirs moraux prescrits à une personne par les rigides obligations sociales. Réaliser ses obligations sociales et maintenir une société hiérarchique ordonnée sont les devoirs les plus élevés que l'individu et l'humanité (respectivement) ont à remplir. Cette notion découle de la moralité de Ansai, de la cosmologie et de l'interconnexion entre les deux (chacune basée sur la pensée de Zhu Xi).

### Ontologie et moralité
Comme Zhu Xi, Ansai pense que les principes qui ont guidé l'ordre cosmique sont les mêmes que les principes éthiques qui ont éclairé la nature originelle de l'humanité (c'est-à-dire que le même ensemble de principes a guidé le cosmique et le monde des humains). Non seulement existe-t-il un lien inhérent entre le macrocosme (le cosmos) et le microcosme (l'homme), mais ils s'influencent mutuellement de manière réciproque et parallèle. Tout comme les principes cosmiques affectent activement l'humanité (en informant les humains de leurs impératifs moraux et physiques), mais les êtres humains affectent activement l'ordre cosmique par leur comportement collectif. C'est pourquoi Ansai croit que les êtres humains ont l'impératif moral de réaliser l'unité avec le cosmos. En comprenant les principes éthiques, ils peuvent en même temps comprendre les principes cosmiques et influer positivement non seulement sur eux-mêmes mais aussi sur l'univers. Il lie la morale aux « cinq phases évolutives » pour montrer que non seulement les principes moraux et cosmiques sont naturels et inévitables, mais qu'ils s'influencent mutuellement.

### Cosmologie et piété filiale
Parce que tout est relié du point de vue cosmologique, Ansai estime que les actions des individus (d'une manière similaire à la théorie moderne du chaos) affectent l'ensemble de l'univers. Il insiste sur le concept confucéen de « Grande Étude » dans lequel les actions d'une personne (le centre d'une série de cercles concentriques) s'étendent vers l'extérieur en direction de la famille, de la société et enfin du cosmos . Les « Cinq Vertus » (toutes contenues dans l'idée de respect et inhérentes à la nature originelle de l'homme) dirigent les « Cinq Relations » entre : parent et enfant (l'humanité), seigneur et vassal (la justice / le devoir), mari et femme (la propriété), père et fils (la sagesse) et ami et ami (la fidélité). Zhu Xi préconise cinq étapes afin de développer ces relations (et vertus) : « Étudier à bon escient », « questionner profondément », « délibérer soigneusement, « analyser clairement » et « agir en toute conscience » Pour Ansai, l'étude est le moyen des fins de la morale. Toutefois, de toutes les relations (et vertus) qu'Ansai met en avant, la relation entre le seigneur et vassal (le devoir) est la plus importante. Se démarquant de Zhu Xi (qui considère l'humanité comme la vertu la plus importante), Ansai estime que le maintien de l'ordre social (par le devoir à son seigneur) est la plus grande responsabilité que l'on doit remplir.

### La connaissance mène à la moralité
Pour atteindre le respect (le moyen de se cultiver personnellement) Ansai propose de rester assis dans le calme. Grâce à cette calme attitude, Ansai croit qu'une personne peut avoir accès au siège de sa connaissance cachée (inhérente à tous les individus). C'est là que réside le qi (la force vitale). En canalisant le qi, on est capable de stimuler l'humanité, ce qui par conséquent déclenche les autres vertus. Grâce à la connaissance, la vertu se développe. Grâce à la vertu, on peut agir en bon accord avec le monde extérieur (et le cosmos en général). Ainsi, la connaissance est la source par laquelle un individu réalise son potentiel humain inné (tel que décrit par Zhu Xi).

## Suika shinto

### Intérêt pour le shinto
Au cours de sa tentative inaboutie de créer une historiographie du Japon, Ansai devient très intéressé par des éléments religieux du shinto. De sa propre expérience, Ansai pense que certaines coutumes et rituels shinto (tels que les pratiques funéraires) reflètent les valeurs confucéennes. Son Yamato shōgaku (« Apprentissage élémentaire japonais »), publiè en 1658, bien que plus orienté sur les coutumes sociales générales, marque un tournant dans la pensée de Ansai, avec son inclusion de divers éléments shinto. Dans la dernière partie de sa vie, Ansai entreprend un projet de combiner la morale néo-confucianiste (sur la base de Zhu Xi) avec les éléments religieux du shinto. Étant donné qu'Ansai croit en l'unité ontologique de chaque chose, il croit pouvoir découvrir dans la tradition « la voie », notion enracinée dans la société japonaise. l'interprétation confucéenne que fait Ansai de la mythologie shinto est connue sous le nom Suika shintō. Suika désigne l'acte de la prière pour invoquer des dieux qu'ils se rendent accessibles aux humains afin de recevoir les avantages de ce monde. S'appuyant sur les traditions shinto secrètes Yoshida et Ise (ainsi que des mythes shinto classiques comme le Kojiki, le Nihongi, le Shoku Nihongi, le Fudoki etc.), Ansai est à même de « découvrir » de nombreuses valeurs néo-confucéens dans les textes shintoïstes. Le 23 novembre 1672, il publie le « Document du sanctuaire Fuji no mori » (Fuji no mori yuzuemandokoro no ki), un essai qui résume de façon générale le point de vue de Ansai sur le shinto et sa relation à la métaphysique néoconfucéenne.

### Éthique confucéenne intégrée dans le shintoïsme
Dans les textes shinto, il trouve notamment des valeurs morales dont il pense qu'elles ont des homologues dans le confucianisme. Il estime par exemple que la notion confucéenne de respect est la même que l'idée shinto de la prière (kitō). La justice (dans le confucianisme) est équivalente à l'idée shinto de l'honnêteté ou de la franchise (massugu ou shōjiki). Dans les premiers chapitres du Nihongi, Ansai explique que les cinq générations de dieux terrestres (les kami) sont équivalentes aux « cinq phases évolutives » et que l'engagement d'Amaterasu de protéger la lignée divine de ses ancêtres, avec la prophétie de Yamato-hime de « Garder droit ce qui est droit et à gauche ce qui reste », sont des expressions des valeurs de « la Voie » (loyauté, altruisme et esprit inébranlable et vigilant).
Bien qu'Ansai affirme qu'il essaie de découvrir les valeurs confucéennes dans le shintoïste, ses découvertes ont un effet profond sur sa philosophie personnelle. De son interprétation d'un passage du Nihongi où Ō-ana-muchi converse avec son propre esprit, Ansai croit que le corps de chaque personne est un sanctuaire qui abrite un esprit vivant. En effet, le cœur physique de chaque personne contient un dieu vivant et par respect pour les dieux, on doit adorer le moi. Il croit que ce concept est analogue à la pratique confucéenne de la culture de soi.

### Influence du shintoïsme sur la pensée d'Ansai
Les interprétations des textes shinto par Ansai mènent aussi (de façon surprenante) à ses affirmations relatives à l'ordre politique du shogunat Tokugawa. Il croit que, tout autant que l'empereur, le bakufu fait partie de l'ordre politique sacré (et que ces guerriers sont représentés dans l'archétype de Susanoo). Par mandat divin, il a été confié au bakufu le soin de protéger le domaine politique, au nom de l'empereur. Cet ordre politique, pour Ansai, reflète l'unité cosmique supérieure du ciel et de l'homme. En raison de sa croyance dans cette unité, Ansai conteste la notion traditionnelle confucéenne de « mandat du Ciel » selon laquelle un dirigeant est tenu responsable du bien-être de ses sujets et peut perdre sa légitimité s'il n'agit en bon accord. Cependant, Ansai croit que défier l'autorité politique est un acte déterminant pour perturber l'équilibre harmonique entre le ciel et l'homme. Par conséquent, un sujet doit engager sa loyauté inconditionnelle et éternelle à son maître. Cette idée provoque une grande controverse parmi les disciples de Ansai à l'école Kimon ainsi que parmi ses disciples du Suika shintō.

## Méthodologie
Dans son ouvrage, Tokugawa Ideology, Herman Ooms décrit l'analyse de Ansai des textes shinto comme fondée sur des « opérations herméneutiques », procédant de quatre niveaux d'interprétation. Le premier niveau est littéral. Du point de vue de Ooms, Ansai croit que les textes shintoïstes qu'il lit sont des comptes-rendus de faits historiques. Les kami existent et Ansai croit en eux. Deuxièmement, Ansai emploie une interprétation allégorique du texte, en assimilant de façon analogique les symboles qu'il trouve dans les textes shintoïstes comme des expressions de vérités confucéennes. Troisièmement, Ansai interprète les textes sur le plan moral, tirant des paradigmes éthiques des mythes shintoïstes. Le dernier niveau est analogique, par lequel Ansai plaide pour la suprématie de la nation japonaise (par rapport à toutes les autres), en utilisant ses propres interprétations des textes shintoïstes. Bien qu'Ansai est souvent critiqué pour ses « rationalisations tortueuses » trouvées dans le Suika shintō, Ooms fait valoir que ce qui distingue Ansai d'autres chercheurs néo-confucéens de son temps est la « structure systématique de sa pensée ».

## Influence/postérité
Yamazaki Ansai fait partie d'un mouvement plus large du début de l'ère Tokugawa qui fait renaître et contribue à diffuser la pensée néo-confucéenne au Japon. Il est le premier à introduire les écrits de l'érudit néo-confucianiste Coréen Yi T'ogeye au Japon et contribue à populariser la pensée de Zhu Xi (en partie en raison de ses liens avec le gouvernement). Le Tokugawa Bakufu s'approprie sa théorie politique comme un moyen de légitimer sa répression de la contestation politique.
Les institutions que crée Ansai (l'école Kimon et le suika shinto) ne durent pas très longtemps (dans leurs formes originales comme l'avait prévu Ansai). Cependant, la puissance de ses idées et l'influence qu'il exerce sur un grand nombre de ses élèves ont de grandes retombées. Le Suika shintō transforme le shintoïste en une idéologie politique ensuite introduite par les penseurs ultra-nationalistes des XVIIIe et XIXe siècles. Dans ses travaux de recherche sur les textes shinto, Ansai est à même de briser le monopole de la doctrine shinto en la libérant des cénacles privés des spécialistes et des cercles shinto (yoshida, ise), ce qui rend possible pour les générations futures de l'étudier et l'interpréter librement.
Bien que l'école Kimon a souffert de divers schismes (pendant et après le temps de Ansai), sa lignée a duré jusqu'à nos jours. Après la mort de Ansai, ses élèves continuent à prêcher une certaine forme de sa pensée confucéenne ou Suika shintō, à la fois aux gens du commun ainsi qu'aux fonctionnaires du bakufu. Un grand nombre des érudits Kimon remplissent plus tard les rangs du collège du bakufu lors des réformes Kansei.

## Chronologie de Yamazaki Ansai
- 1619 Naissance à Kyoto
- 1641 Entre au temple Gyūkō-ji à Tosa
- 1647 Quitte Tosa, retourne à Kyoto et publie les Hérésies réfutées
- 1655 Fonde une école privée à Kyoto, début du Kimon
- 1658 S'installe à Edo, publie Enseignement élémentaire japonais
- 1665 Accepte une position comme tuteur privé de Hoshina Masayuki
- 1672 Retourne à Kyoto, publie Compte-rendu du sanctuaire Fuji no mori
- 1680 Une brouille avec Satō Naokata et Asami Keisai entraîne un schisme dans l'école Kimon
- 1682 Décès, est enterré au mont Korotani à Kyoto

## Principaux ouvrages
- Hérésies réfutées (Heikii) (1647)
- Enseignement élémentaire japonais (Yamato shōgaku) (1658)
- Reflections on Things at Hand (ponctué et publié) (1670)
- Compte-rendu du sanctuaire Fuji no mori (Fuji no mori yuzuemandokoro no ki)(1672)
- Bunkai Hitsuroku
- Traité Chü yu ts'ao de Han Yü (publié, avec commentaires)
- Kōhanzensho

## Source de la traduction
- (en) Cet article est partiellement ou en totalité issu de l’article de Wikipédia en anglais intitulé « Yamazaki Ansai » (voir la liste des auteurs).